# Gitanjali Rao
Gitanjali Rao (orija: ଗୀତାଞ୍ଜଳି ରାଓ; wymowaⓘ; ur. w 1972 w Mumbaju) – hinduska artystka, aktorka i reżyserka filmowa.

## Życie i kariera
Urodziła się w Mumbaju jako jedna z trzech córek. Dzięki ojcu od dzieciństwa miała styczność z dziełami sztuki, kultury, kina i muzyki, od matki zaś nauczyła się kreatywności. 
Podczas studiów w Sir J. J. Institute of Applied Art spodobało jej się malarstwo, ale chciała też studiować film. Połączeniem obu zainteresowań stała się animacja. W 1994 ukończyła studia i jako filmowiec-samouk rozpoczęła karierę w firmie Ram Mohan Biographics, gdzie pod okiem pioniera animacji w Indiach Rama Mohana doskonaliła swoje umiejętności. Po ośmiu latach rozwoju poprzez pracę w charakterze ilustratora, twórcy reklam i animatora, zaczęła tworzyć własne filmy. Zagrała również w kilku filmach. W animacji łączy sztukę ludową, malarstwo i formy teatralne. 
Zasiadała wielokrotnie w jury wielu festiwali filmowych, m.in. festiwalu w Cannes. Jej dzieła były wielokrotnie nominowane i zdobyły liczne nagrody na festiwalach na całym świecie. 
Jak sama wspomina, wielką rolę w jej rozwoju artystycznym odegrał Jerzy Kucia. Jego ocena animacji Orange skłoniła Rao do odejścia od komercyjnego i poszukiwania własnego stylu.  

## Filmografia

### Aktorka
- 1998: China Gate[9]
- 2001: Lajja
- 2003: Satta  jako madame M. Chauhan
- 2004: Naach jako właścicielka
- 2007: Hattrick
- 2010: Jaane Kahan Se Aayi Hai jako uboga kobieta
- 2018: October jako prof. Vidya Iyer

### Reżyserka
Wszystkie jej dzieła są animacjami:
- 2000: Blue – krótkometrażowa
- 2002: Orange – krótkometrażowa
- 2006: Wyprawa do krainy tęczy (Printed Rainbow) – krótkometrażowa
- 2011: Chai – krótkometrażowa
- 2014: Prawdziwa historia miłosna (TrueLoveStory) – krótkometrażowa
- 2019: Róża Bombaju (Bombay Rose) – długometrażowa
- 2021: Tomorrow My Love – krótkometrażowa

## Najważniejsze nagrody i nominacje

### Orange
- 2003: IDPA India – brązowy medal w kategorii Best Animation Film

### Prawdziwa historia miłosna
- 2007: Giant’s International India – Woman Achiever’s Award
- 2014: Mumbai IFF – Golden Conch w kategorii Best Animation Film
- 2014: SAIFF New York USA – Best Short Film
- 2016: Jaipur IFF India – Best Animation Film

### Wyprawa do krainy tęczy
- 2006: Festiwal w Cannes: Critic's Week
  - Kodak Discovery Award – Best Short Film
  - Prix du Jeune – Best Short Film
  - Small Golden Rail – Best Short Film
- 2006: Mumbai IFF – Golden Conch w kategorii Best Animation Film
- 2006: Cuenca International Women’s Film Week, Hiszpania – Best Short Film
- 2007: Tokyo Short Shorts, Japonia – Grand Prix w kategorii Best Short Film
- 2007: Kraków IFF – FIPRESCI Award[11]
- 2007: Animest, Rumunia – Animest Trophy and the Grand Prize
- 2007: KROK festival, Ukraina – Dyplom Jury Festiwalu
- 2007: Etiuda And Anima, Polska – Student Jury Award

### Róża Bombaju
- 2019: 34 Tydzień Krytyka, Festiwal w Wenecji – film otwarcia
- 2019: 55 Chicago IFF – Silver Hugo[6]

## Ciekawostki
W 2016 użyła Photoshopu do stworzenia fotografii z osobistościami świata polityki i sztuki w ramach rozrywkowego projektu „Spełnione życzenia – Selfie”. Jej Wyprawa do krainy tęczy była pierwszym indyjskim filmem animowanym, który został nagrodzony w Cannes. Animacja Róża Bombaju została namalowana klatka po klatce, a praca nad animacją, trwającą 97 minut, zajęła 18 miesięcy. Nad filmem pracę zaczęło 20 artystów, a ostatecznie było ich 60. Jest wielką pasjonatką kotów. 